# Romano Fogli
Romano Fogli (ur. 21 stycznia 1938 w Santa Maria a Monte, zm. 21 września 2021)  – włoski piłkarz występujący na pozycji pomocnika. Trener piłkarski.

## Kariera klubowa
W swojej karierze Fogli reprezentował barwy zespołów Torino FC, Bologna FC, A.C. Milan oraz Calcio Catania. Wraz z Bologną w 1964 roku zdobył mistrzostwo Włoch.

## Kariera reprezentacyjna
W reprezentacji Włoch Fogli zadebiutował 13 grudnia 1958 w zremisowanym 1:1 meczu Pucharu Dr. Gerö z Czechosłowacją. W 1966 roku został powołany do kadry na Mistrzostwa Świata. Zagrał na nich w pojedynku z Koreą Północną (0:1). Włochy zaś odpadły z turnieju po fazie grupowej.
W latach 1958–1967 w drużynie narodowej rozegrał 13 spotkań.